# 靜宜大學蓋夏圖書館
靜宜大學蓋夏圖書館（英語：Providence University Luking Library）為隸屬於靜宜大學的大學圖書館，設立於1953年，提供教職員和學生中西文書籍、期刊、電子書、視聽資料借閱等服務。

## 簡介
- 1953年，設立
- 1964年，興建獨立館舍，並以創辦人蓋夏姆姆修女（Sister Marie Gratia Luking）[2]命名之
- 1988年，遷至沙鹿新校區之新館舍
- 2002年，館舍擴建工程開始
- 2005年，擴建館舍落成啟用
- 2013年，開始進行空間改造[3]
- 2014年，完成蓋夏小書房空間改造
- 2015年，完成主題閱讀區、閱讀沙龍區及討論室空間改造

## 逸聞
- 中華民國圖書館學會「2015年台灣十大非去不可圖書館」的票選活動，靜宜大學蓋夏圖書館為中臺灣唯一上榜之圖書館[4][5][6]。

## 外部連結
- 靜宜大學 （页面存档备份，存于）
- 靜宜大學蓋夏圖書館 （页面存档备份，存于）